# 黑背小體石脂鯉
黑背小體石脂鯉，為輻鰭魚綱脂鯉目脂鯉亞目脂鯉科的其中一個種。分布於南美洲埃塞奎博河及黑河流域，體長可達4.3公分，棲息在底中層水域，生活習性不明。